# Vladimir Ljubomudrov
Vladimir Ljubomudrov (russisk: Влади́мир Па́влович Любому́дров) (født 12. oktober 1939 i Solnetjnogorsk i Sovjetunionen, død 27. marts 2020) var en sovjetisk filminstruktør og manuskriptforfatter.

## Filmografi
- Isjji vetra... (Ищи ветра…, 1978)[1][2]